# Ignacio Cobos (1998)
Pour les articles homonymes, voir Cobos.
Ignacio Cobos né le 7 novembre 1998, est un joueur espagnol de hockey sur gazon.

## Carrière
Ignacio Cobos a été appelé en équipe première en 2022 pour concourir à la Ligue professionnelle 2021-2022.